# Prostetisk gruppe
En prostetisk gruppe er en del af et protein som ikke består af aminosyrer. Den prostetiske gruppe er ofte essentiel for et proteins eller enzyms aktivitet, og udgør derfor gerne en del af det aktive site. Prostetiske grupper kan være organiske (lipid, sukker, vitamin) eller uorganiske (ioner). Et eksempel på en prostetisk gruppe er hæm-gruppen i hæmoglobin. Uden den prostetiske gruppe kaldes et protein for et apoprotein, og med den prostetiske gruppe benyttes af og til betegnelsen holoprotein.
Prostetiske grupper kaldes sommetider for coenzymer eller cofaktorer, fordi de er essentielle for et proteins funktion.

## Eksempler

### Vitaminderivater (coenzymer - inkluderer dog også andre organiske forbindelser)
Der findes en række vitaminer der er essentielle for proteiners funktion:
- Thiamin (vitamin B1)
- Thiaminpyrofosfat
- pyridoxin (vitamin B6)
- pyridoxalfosfat

Derfor er vitaminer så vigtige at indtage med kosten. Udover det virker nogle vitaminer som antioxidanter (C og E).

### Uorganiske prostetiske grupper (cofaktorer)
Denne gruppe består typisk af metalioner:
- jern (i hæm-grupper, f.eks. i cytochrom c oxidase og hæmoglobin)
- zink
- magnesium (f.eks. i nogle kinaser)
- molybdæn (f.eks. i nitratreduktase).